# Giuliano Figueras
Giuliano Figueras (Napoli, 24 januari 1976) is een voormalig Italiaans wielrenner. Hij werd in 1996 wereldkampioen bij de beloften. Bij dat wereldkampioenschap te Lugano, werden de Italianen één, twee, drie en vier bij de beloften. Nummer twee was Roberto Sgambelluri, nummer drie Luca Sironi en nummer vier Paolo Bettini. In 1997 werd hij prof bij Mapei-Bricobi. Figueras heeft echter nooit de grote verwachtingen kunnen inlossen. Hij behaalde wel overwinningen, maar vooral in kleinere koersen, met ritzeges in de Ronde van Romandië en de Ronde van het Baskenland en zeges in de semiklassiekers als de GP Rik Van Steenbergen, de GP Chiasso, de Ronde van Venetië en de Ronde van Lazio.
In de zomer van 2007, tijdens de Ronde van Frankrijk, maakte Figueras bekend een einde aan zijn carrière te maken.

## Overwinningen
1995
- Wereldkampioenschap op de weg voor militairen

1996
- Trofeo Zssdi - Un. Circ. Sloveni in Italia
- Wereldkampioen op de weg, Beloften
- Giro delle Regioni

1998
- 11e etappe Ronde van Langkawi

1999
- 4e etappe Catalaanse Week
- 2e etappe Ronde van het Baskenland
- 1e etappe Ronde van Romandië
- 2e etappe Ronde van Wallonië
- Memorial Rik Van Steenbergen

2000
- GP Chiasso

2001
- Giro del Veneto

2002
- Ronde van de Apennijnen

2003
- GP Chiasso

2004
- Eindklassement Internationale Wielerweek

2006
- 3e etappe (deel B) Brixia Tour
- Ronde van Lazio

## Resultaten in voornaamste wedstrijden
| Jaar | Ronde van Italië | Ronde van Frankrijk | Ronde van Spanje |
| ---- | ---------------- | ------------------- | ---------------- |
| 1998 |                  |                     | 56e              |
| 1999 | 36e              |                     |                  |
| 2000 | opgave           |                     |                  |
| 2001 | 10e              |                     | 29e              |
| 2002 |                  |                     |                  |
| 2003 | 28e              |                     |                  |
| 2004 | opgave           |                     |                  |
| 2005 |                  |                     | opgave           |
| 2006 |                  |                     |                  |

| Jaar | Milaan-San Remo | Amstel Gold Race | Luik-Bast.‑Luik | Ronde van Lombardije | Parijs-Brussel | Clásica San Sebastián | Cyclassics Hamburg |  | WK op de weg |  | Wereldranglijsten |
| ---- | --------------- | ---------------- | --------------- | -------------------- | -------------- | --------------------- | ------------------ |  | ------------ |  | ----------------- |
| 1998 | 144e            |                  |                 |                      |                | 44e                   |                    |  |              |  |                   |
| 1999 |                 |                  | 15e             |                      | 7e             | ↑                     | 123e               |  |              |  |                   |
| 2000 |                 | 41e              | 89e             |                      |                | 109e                  |                    |  |              |  |                   |
| 2001 | 28e             |                  |                 | ↑                    |                |                       |                    |  | 7e           |  |                   |
| 2002 | 49e             |                  |                 |                      |                |                       |                    |  |              |  |                   |
| 2003 | 39e             |                  |                 | 54e                  |                |                       |                    |  |              |  |                   |
| 2004 | 49e             |                  |                 |                      |                |                       |                    |  |              |  |                   |
| 2005 | 39e             |                  |                 |                      |                | 102e                  | 49e                |  |              |  |                   |
| 2006 | 83e             | 59e              | 26e             |                      |                | 32e                   | 8e                 |  |              |  | 147e (UPT)        |